# Малець В'ячеслав Михайлович
Малець В'ячеслав Михайлович (нар. 23 вересня 1939, с. Тупичів, нині Городнянського району Чернігівської області) — український дитячий письменник, прозаїк. Автор творів «Голубий автобус»,«Білина першого снігу», «Сновські мости» та багатьох інших книг для дітей. Батько перекладачки Ганни Малець. Член НСПУ (1969).

## Життєпис
Закінчив філологічний факультет Київського національного університету ім. Т. Г. Шевченка у 1961 році. Працював 1961—2003 у видавництва «Веселка», редактор газети «Літературна Україна», журналу «Барвінок», на Українському радіо.

## Основні твори
- Голубий автобус. 1968;
- Білина першого снігу. 1972; 1989;
- Осінні хурделиці. 1974;
- Сновські мости. 1977;
- Таємничий посвист іволги. 1982;
- Іскри прощального вогнища. 1985;
- День несподіванок. 1987;
- Шум нічних сосен. 1988 (усі — Київ)

## Окремі видання
- Малець В. М. Таємничий посвист іволги: Повісті. Для середнього шкільного віку / Художник Л. Г. Постних; Рецензент Д. О. Міщенко.  Київ: Веселка, 1982. 301 сторінка, ілюстрації. Тираж 65 000. До книжки увійшли дві повісті: «Таємничий посвист іволги» — про трудові діла школярів та бійців студентського будівельного загону та «Осінні хурделиці» — про подвиг юного партизана в роки Великої Вітчизняної війни.